# Ålens kommun
Ålens kommun (norska: Ålen kommune) var en kommun i Sør-Trøndelag fylke i Norge. Kommunen omfattade den södra delen av nuvarande Holtålens kommun och gränsade till Hedmark fylke i söder. Kyrkbyn Ålen utgjorde kommunens centralort.

## Administrativ historik
Ålens kommun upprättades 1855 genom utbrytning ur Haltdalens kommun (Holtålens kommun). Kommunen hade 1 487 invånare vid upprättandet.
Den 1 januari 1875 överfördes ett obebott område från Ålens kommun till Røros kommun.
Den 1 januari 1972 gick kommunen, tillsammans med Haltdalens kommun, upp i Holtålens kommun. Kommunens hade då 1 944 invånare.